# المحقق كونان (الموسم 28)
المحقق كونان هو الموسم الثامن والعشرين من سلسلة المحقق كونان (باليابانية: 名探偵コナン، تُنطق ميه‌‌تانتيه كۆنان أي المحقق العظيم كونان) تُرجمت رسميًا إلى المُحقق كونان، وهي سلسلة مانغا للكاتب غوشو أوياما حُولِّت إلى مسلسل أنيمي وحلقات أوفا وأفلام أنمي وألعاب فيديو ووسائط أخرى يابانية وقد بدأ عرض السلسلة من 7 أبريل 2018 ولغاية 4 مايو 2019.
أُذيعت الحلقة الأولى في 8 يناير 1996 وعرضت الحلقات بالتوالي إلى أن وصلت إلى أكثر من 1,164 حلقة، وبذلك تحتل المركز الخامس عشر في قائمة أكثر الأنيميات من حيث عدد الحلقات. يتم عرض حلقة واحدة من الأنمي أسبوعيًّا على نبون تلفجن إلا في حالات عرض الأفلام فإنها قد تتأجل إلى أسبوعين أو أكثر.
يُعرَض المحقق كونان في اليابان على قناة نيبون تي في وقناة يوميأوري وقناة أنيماكس وقناة YTV اليابانية، وقد لاقى المحقق كونان رواجًا كبيرًا في اليابان حيث احتل مركزًا من ضمن المراكز الستة الأوائل في ست مناسبات مختلفة. وبحسب استطلاعات الرأي التي أجرتها مجلة أنيميج، اعتبر الأنيمي من بين أفضل 20 أنيمي تم إصداره خلال الفترة من عام 1996 ولغاية عام 2001. أيضا احتل المحقق كونان المركز الثالث والعشرين من ضمن قائمة أفضل 100 أنيمي، أجرته شبكة أساهي اليابانية في عام 2005.

## عناوين الحلقات
| #       | عنوان الحلقة                                               | تفاصيل الحلقة | تفاصيل الحلقة  |
| اليابان | باليابانية                                                 | في المانغا    | تاريخ العرض    |
| ------- | ---------------------------------------------------------- | ------------- | -------------- |
| 898     | انصهار الكعك (حلقة خاصة بالفيلم 22)                        | فلر           | 7 أبريل 2018   |
| 899     | صرخة المجرم الحقيقي                                        | فلر           | 28 أبريل 2018  |
| 900     | استعراض حل غموض الغرفة المغلقة                             | فلر           | 5 مايو 2018    |
| 901     | المحامية كيساكي تستغيث (SOS) (الجزء الأول)                 | فصل 984-985   | 12 مايو 2018   |
| 902     | المحامية كيساكي تستغيث (SOS) (الجزء الثاني)                | فصل 985-986   | 19 مايو 2018   |
| 903     | الناس المتشابهون فيما بينهم في خلاف                        | فلر           | 26 مايو 2018   |
| 904     | نتيجة المواجهة                                             | فلر           | 16 يونيو 2018  |
| 905     | شهادة شاهد عيان بعد 7 سنوات (الجزء الأول)                  | فلر           | 23 يونيو 2018  |
| 906     | شهادة شاهد عيان بعد 7 سنوات (الجزء الثاني)                 | فلر           | 30 يونيو 2018  |
| 907     | حارس الدوري الياباني                                       | فلر           | 14 يوليو 2018  |
| 908     | الصداقة العائمة في مجرى النهر                              | فلر           | 21 يوليو 2018  |
| 909     | غموض الخيمة المحترقة (الجزء الأول)                         | فصل 987-988   | 28 يوليو 2018  |
| 910     | غموض الخيمة المحترقة (الجزء الثاني)                        | فصل 988-989   | 4 أغسطس 2018   |
| 911     | طلب من المفتش ميغوري                                       | فلر           | 1 سبتمبر 2018  |
| 912     | المتحرون الصغار الذين أصبحوا نموذجاً                        | فلر           | 8 سبتمبر 2018  |
| 913     | اختطاف كونان (الجزء الأول)                                 | فلر           | 15 سبتمبر 2018 |
| 914     | اختطاف كونان (الجزء الثاني)                                | فلر           | 22 سبتمبر 2018 |
| 915     | محققة المدرسة الثانوية سوزوكي سونوكو                       | فلر           | 29 سبتمبر 2018 |
| 916     | بطولة "كندو" للحب والغموض (الجزء الأول)                    | فصل 990-991   | 6 أكتوبر 2018  |
| 917     | بطولة "كندو" للحب والغموض (الجزء الثاني)                   | فصل 992-993   | 13 أكتوبر 2018 |
| 918     | المطاردة الكبيرة لسيارة الدورية الصغيرة                    | فلر           | 27 أكتوبر 2018 |
| 919     | المقهى السري لفتيات المدرسة الثانوية الثلاث (الجزء الأول)  | فصل 994-995   | 3 نوفمبر 2018  |
| 920     | المقهى السري لفتيات المدرسة الثانوية الثلاث (الجزء الثاني) | فصل 995-996   | 10 نوفمبر 2018 |
| 921     | مجمع سيارات القتل                                          | فلر           | 17 نوفمبر 2018 |
| 922     | المحققون الصغار المختفين                                   | فلر           | 24 نوفمبر 2018 |
| 923     | يوم بدون كونان                                             | فلر           | 1 ديسمبر 2018  |
| 924     | غروب الشمس على حقول اليوسفي                                | فلر           | 8 ديسمبر 2018  |
| 925     | الشريط الصادر من القلب (الجزء الأول)                       | فصل 997-998   | 15 ديسمبر 2018 |
| 926     | الشريط الصادر من القلب (الجزء الثاني)                      | فصل 998-999   | 22 ديسمبر 2018 |